# Spigelia scabra
Spigelia scabra là một loài thực vật có hoa trong họ Mã tiền. Loài này được Cham. & Schltdl. miêu tả khoa học đầu tiên năm 1826.